# Stefan Johansson (żużlowiec)
Stefan Johansson (ur. 6 stycznia 1952 w Tvecie) – szwedzki żużlowiec.

## Kariera
Srebrny medalista młodzieżowych indywidualnych mistrzostw Szwecji (Eskilstuna 1972). Czterokrotny medalista drużynowych mistrzostw Szwecji: dwukrotnie złoty (1975, 1976) oraz dwukrotnie srebrny (1977, 1978). Finalista indywidualnych mistrzostw Szwecji (Eskilstuna 1974 – XV miejsce).
Reprezentant Szwecji na arenie międzynarodowej. Wielokrotny uczestnik eliminacji indywidualnych mistrzostw świata (najlepszy wynik: Skien 1973 – XIII miejsce w klasyfikacji skandynawskiej). 
W lidze szwedzkiej reprezentował barwy klubów: Njudungarna Vetlanda (1971–1978) oraz Bysarna Visby (1975–1976), natomiast w brytyjskiej – Coventry Bees (1975).